# Outnumbered
Outnumbered is een Britse sitcom, die voor het eerst werd uitgezonden in augustus 2007 op BBC One. De serie volgt Hugh Dennis en Claire Skinner als vader en moeder die in de minderheid zijn ten opzichte van hun drie kinderen, gespeeld door Tyger Drew-Honey, Daniel Roche en Ramona Marquez. Een tweede seizoen volgde in 2008, een derde in 2010 en een vierde in 2011. In 2012 werd er een kerstaflevering uitgezonden en in 2013 verschijnt het vijfde seizoen.
In Nederland wordt de serie uitgezonden op FOXlife, in Vlaanderen op Acht.

## Verhaal
Outnumbered gaat over de familie Brockman, een middenklassefamilie die in Zuid-Londen woont. Vader Pete (Hugh Dennis) is een geschiedenisleraar en getrouwd met Sue (Claire Skinner) die parttime als persoonlijk assistent werkt. Oudste zoon Jake (Tyger Drew-Honey) is een piekeraar en schaamt zich voor zijn ouders. Middelste kind Ben (Daniel Roche), die hyperactief en een pathologische leugenaar is. Karen (Ramona Marquez) is de jongste, ze is eerlijk en haar nieuwsgierigheid kent geen grenzen.
Andere personages zijn Angela Morrison (Samantha Bond), de New age zus van Sue en hun vader Frank (David Ryall) die in de serie 'Grandad' wordt genoemd en een vroeg stadium van de Ziekte van Alzheimer heeft. Ook wordt er gebruikgemaakt van een onzichtbaar personage, in de eerste serie is dat Veronica, de veeleisende baas van Sue en in de tweede serie is het Tyson, haar nieuwe baas.
Tijdens de eerste serie zijn er verschillende doorlopende verhaallijnen, zoals het vermoeden van Pete dat Jake gepest wordt, Pete die een verklaring moet opstellen nadat hij een leerling heeft beledigd en de zorg over Frank die Angela heeft overgenomen van Sue.
In de tweede serie worden de personages Barbara (Lorraine Pilkington), de buurvrouw die haar kinderen helemaal onder controle heeft, en Jo (Michaele Brooks), een vriendin van Jake waarvan Pete en Sue denken dat het zijn eerste vriendinnetje is, geïntroduceerd. Tijdens de derde serie verschijnt de gokverslaafde moeder van Pete, Sandra (Rosalind Ayres). Ook nieuw in deze serie is Kelly (Anna Skellern), een meisje waar Jake verliefd op is. Een doorlopend thema is het plan om te verhuizen. In de vierde serie heeft Sue het moeilijk dat Karen geïnteresseerd is door mode en denkt ze dat Jake iets voor zijn ouders verbergt. Ook keert Angela terug uit Amerika, iets waar de familie niet op zit te wachten.

## Productie
Outnumbered is de eerste samenwerking tussen Andy Hamilton en Guy Jenkin sinds de sitcom Drop the Dead Donkey stopte in 1998. Ze hadden plannen om een nieuwe comedy te schrijven en omdat ze allebei nog jonge kinderen hadden, besloten ze het idee van een comedy met kinderen verder uit te werken. Volgens schrijver Andy Hamilton was de BBC in het begin nog onzeker over Outnumbered omdat de zender in 2005 de sitcom Blessed van Ben Elton hadden uitgezonden, wat niet goed werkte. Er werd een twintig minuten durende pilotaflevering gemaakt voor de BBC, die daarna snel besloot een zesdelige serie te bestellen.
De serie gebruikt improvisatie om zo overtuigende acteerprestaties te krijgen van de kindacteurs. Dit idee komt vanuit de ervaring van Andy Hamilton bij de comedyserie Bedtime. Hij had een paar scènes geschreven voor zijn toen 7-jarige dochter, toen hoofdrolspeler Kevin McNally met het idee kwam dat hij moest vertellen wat ze moet doen in plaats van de woorden in haar mond te leggen. De schrijvers schrijven een script maar laten die nooit aan de kinderen zien, die krijgen vóór het filmen te horen in wat voor situatie hun personages zitten en soms een aanwijzing met wat voor vragen ze kunnen stellen.
Het filmen gebeurt in twee huizen naast elkaar in Wandsworth. Het ene huis is de set, de andere is de ruimte waar de kinderen zitten na het filmen en waar ze onderwijs krijgen van een privéleraar. Doordat de kinderen maar 45 minuten kunnen werken worden in de scènes waar alleen Hugh Dennis of Claire Skinner te zien zijn, worden de kinderen die buiten beeld zijn, gespeeld door Guy Jenkins en Andy Hamilton die ogen op hun borst plakken zodat ze naar de goede hoogte kijken.
De eerste serie werd uitgezonden op drie dagen achter elkaar in een periode van twee weken. De tweede serie werd wekelijks uitgezonden op een zaterdag. In de derde serie was een terugkerende verhaallijn dat het huis te koop stond. Dit was gedaan omdat het huis waarin werd gefilmd werkelijk te koop stond en de productie niet wist waar de vierde serie zou worden gefilmd. Nadat de vierde serie was uitgezonden in 2011 suggereerde acteur Tyger Drew-Honey dat er geen vervolg meer zou komen omdat de kinderen uit hun rol zouden zijn gegroeid. De BBC ontkende dit en bestelde in mei 2011 een kerstaflevering en een vijfde serie die in 2013 werd uitgezonden.

## Rolverdeling
| Acteur           | Personage                | Serie(s) |
| ---------------- | ------------------------ | -------- |
| Hugh Dennis      | Pete Brockman            | 1-4      |
| Claire Skinner   | Sue Brockman             | 1-4      |
| Tyger Drew-Honey | Jake Brockman            | 1-4      |
| Daniel Roche     | Ben Brockman             | 1-4      |
| Ramona Marquez   | Karen Brockman           | 1-4      |
| Samantha Bond    | 'Auntie' Angela Morrison | 1-4      |
| David Ryall      | 'Grandad' Frank Morrison | 1-2      |
| Rosalind Ayres   | 'Gran' Sandra Brockman   | 3-4      |

## Afleveringen
| Seizoen # | Aantal afleveringen | Première         | Slot             |
| --------- | ------------------- | ---------------- | ---------------- |
| 1         | 6                   | 28 augustus 2007 | 5 september 2007 |
| 2         | 7                   | 15 november 2008 | 27 december 2008 |
| 3         | 6                   | 8 april 2010     | 20 mei 2010      |
| 4         | 6                   | 2 september 2011 | 7 oktober 2011   |
| 5         | 6                   | 2013             | 2013             |

### Speciale afleveringen
Naast de reguliere afleveringen zijn er inmiddels ook negen speciale afleveringen verschenen. Hieronder vallen drie kerstafleveringen en korte sketches die zijn gemaakt voor verschillende inzamelingsprogramma's zoals Comic Relief, Sport Relief en Children in Need.
| Special          | Première         |
| ---------------- | ---------------- |
| Comic Relief # 1 | 13 maart 2009    |
| Kerstaflevering  | 27 december 2009 |
| Sport Relief # 1 | 19 maart 2010    |
| Comic Relief #2  | 18 maart 2011    |
| Children in Need | 18 november 2011 |
| Kerstaflevering  | 24 december 2011 |
| Sport Relief #2  | 23 maart 2012    |
| Kerstaflevering  | 24 december 2012 |
| From the Heart   | 13 februari 2013 |

## Prijzen en nominaties
Outnumbered was genomineerd voor de 2008 Broadcast Award voor Best Comedy Programme. Ook was Outnumbered genomineerd in de categorie sitcom voor een Gouden Roos. Het won de prijs voor Best Scripted Comedy bij de 2008 Royal Television Society Awards.
In 2009 won Outnumbered twee Broadcasting Press Guild Awards in de categorie Beste Comedy/Entertainment en de Writer's Award. Tijdens de 2009 British Comedy Awards wisten ze drie prijzen te winnen: Best sitcom, Best British Comedy en Best Female Newcomer voor Ramona Marquez voor haar rol als Karen Brockman. Ook genomineerd waren Tyger Drew-Honey en Daniel Roche voor de categorie Best Male Newcomer. Ook was Outnumbered genomineerd voor een BAFTA in de categorie sitcom en de publieksprijs. Claire Skinner werd ook genomineerd voor haar rol als Sue Brockman in de categorie Comedy Performance.
Outnumbered werd in 2010 voor hun kerstaflevering opnieuw genomineerd voor een Gouden Roos. Het won een TRIC Award in de categorie TV Entertainment Programme. Outnumbered won 2010 Broadcast Award in de categorie Best Comedy. Hugh Dennis was genomineerd voor zijn rol als Pete Brockman in de categorie Best Male Performance in a Comedy Role voor een BAFTA.
Claire Skinner was in 2011 genomineerd voor een British Comedy Award in de categorie Best TV Comedy Actress en Hugh Dennis in de categorie Best TV Comedy Actor. Bij de National Television Awards was Outnumbered genomineerd voor Best Comedy.
In 2012 was Outnumbered opnieuw genomineerd voor een TRIC Award in de categorie TV Entertainment Programma. Ook was Outnumbered opnieuw genomineerd voor een National Television Award in de categorie Beste Sitcom en wist deze keer de nominatie te verzilveren. Bij de Royal Television Society Craft & Design Awards waren Steve Tempia en Mark Williams genomineerd voor de montage voor de aflevering  The Exchange Student, de seizoensafsluiter van de vierde serie.

## Amerikaanse versies
In 2008 had de Amerikaanse zender FOX plannen om een remake te maken van de serie. Er werd een pilotaflevering gemaakt waar Ken Marino de rol van Greg Embry speelt die getrouwd is met Jenna (Brooke Bloom). De kinderen werden gespeeld door Alina Foley die de rol van de 6-jarige diva Lily op zich nam, Aidan Potter speelde Jack die vooral veel liegt en Ridge Canipe nam de rol van Kyle op zich, een beginnende puber. Andere rollen waren voor Beth Dover als Tanya, de spirituele zus van Jenna, en Bill English als Eddie de broer van Greg. De pilotaflevering werd niet opgepikt door de zender.
In september 2010 probeerde FOX opnieuw een Amerikaanse versie te maken, ditmaal geïnspireerd door het succes van Modern Family. In de pilot speelde Ana Ortiz de rol van Sue Tully en Cliff Chamberlain de rol van Pete Tully. Voor de rol van opa werd Cheech Marin gekozen. In mei 2011 werd bekend dat deze tweede pilot niet werd opgepikt als serie.